# Gat oriental

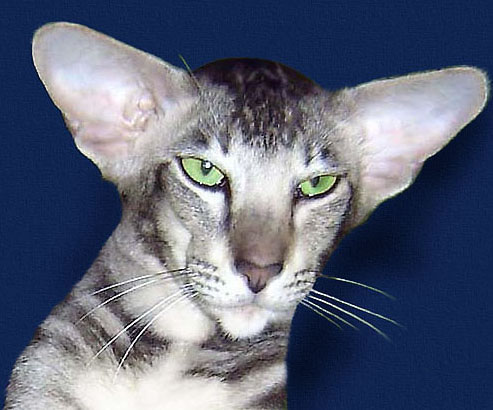
Gat oriental de pèl curt

El gat oriental és una raça de gat originària de Tailàndia i és anomenat el llebrer dels gats pel seu perfil afilat. És un gat de línies pures, harmonioses i subtils, té la cara llarga, i les orelles més obertes que un gat comú europeu. Té un port elegant, un temperament vivaç i una gran intel·ligència. El gat oriental de pèl llarg és el resultat de l'encreuament entre el gat balinès i el gat oriental de pèl curt. La personalitat del gat oriental és tan distintiva com la seva imatge exterior, és orgullós i superb, inquisitiu i curiós, animat i imprevisible, temperamental i turbulent. Extremadament sensible, se sent ferit en no prestar atenció, però retornarà amb escreix i devoció l'afecte del seu amo. Fidel fins a la tirania, necessita una atenció gairebé total. Sempre reaccionarà davant qualsevol estímul, mostrant-se absolutament inquisitiu quan el seu amo torna a casa. No tolera bé la solitud. Molt sociable i sempre disposat a jugar, la seva curiositat està en constant alerta, necessita activitat i suporta malament l'avorriment. És capaç de les més subtils astúcies per acaparar l'atenció. Més enllà del seu aspecte singular, si hi ha alguna cosa que destaca en el gat oriental, és el seu temperament.

## Història
Originari de Tailàndia el gat oriental, també conegut com a Foreign o "estranger", ha estat considerat, durant molt de temps, com un gat siamès no adequat a l'estàndard.
Les vicissituds del seu descobriment i els capritxos de la moda van fer que el gat oriental no fos tingut en compte durant molt de temps, si bé ambdues races van arribar a la Gran Bretanya a finals del segle xix. Entre 1920 i 1930 hi havia una clara preferència pel gat siamès, i just després del 1950 alguns criadors britànics van començar a interessar-se pel gat oriental.
Al voltant del 1968 els criadors americans es van sumar a aquesta "tendència" començant un programa de cria selectiva, optant per un tipus morfològic extrem més refinat, i a mitjans dels setanta la raça va ser reconeguda per les diferents entitats felines.

## Característiques físiques
És un gat de mida mitjana, esvelt, elegant, de línies refinades, de cos fibrós i musculós. Les espatlles no han de ser més amples que els malucs.
El cap (anatomia) és de mida mitjana, proporcionat amb el cos. Equilibrat, té forma de tascó amb línies rectes. La falca comença al nas i gradualment augmenta en ample cap a les orelles per mitjà de línies rectes. No ha d'haver depressió a l'alçada dels Vibrissa. El crani, vist de perfil, és lleugerament convex. Nas llarg i recte, continuant la línia des del front sense cap interrupció. Morro estret. Mentó i mandíbula de mida mitjanes, la punta del mentó ha de formar una línia vertical amb la punta del nas.
El coll (anatomia) és llarg i esvelt.
Les orelles són grans i en punta, amples a la base. Pel que fa a la ubicació, continuen les línies de la falca. Les puntes de les orelles no s'han d'inclinar cap al front.
Els ulls són de mida mitjana, ni protuberants ni enfonsats. De forma ametllada i lleugerament oblics cap al nas, per continuar harmoniosament les línies de la falca. El color ha de ser pur i límpid, d'un verd lluminós i vívid.
Les potes són llargues i fines, proporcionades amb el cos. Peus petits i ovals.
La cua és molt llarga, fina fins i tot a la base, afinant cap a la punta.
Pelatge molt curt, fi, brillant, sedós, enganxat al cos, gairebé sense subpèl.

## Colors

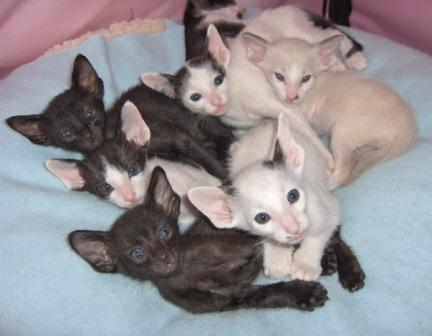
Diversos colors i patrons del gat oriental, xocolata sòlid, crema sòlid i bicolors, blanc i negre.

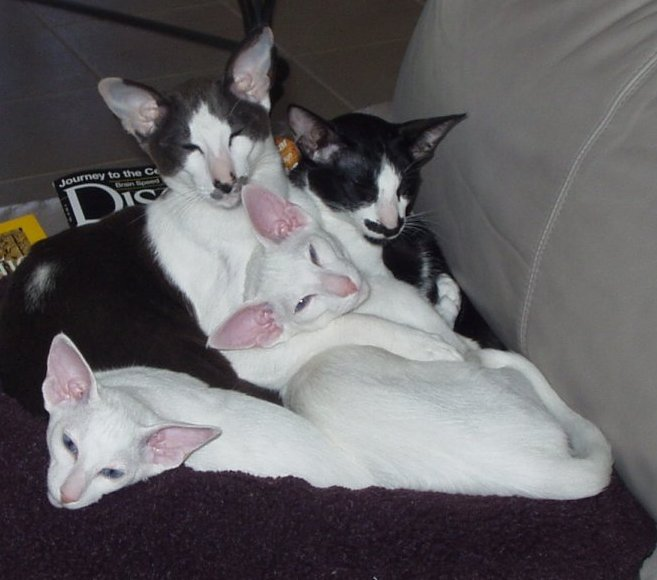
Gats orientals de pèl curt; blancs i bicolors blanc i negre.

- Sòlids

Coloració uniforme sense marques tigrades o ombres. Bigotis i celles en harmonia amb el color del cos. Black, blue, xocolata, lila, vermell, crema, cinnamon, Fawn.
- Truita

Amb taques beix o crema sobre el color base. Black truita, blue truita, xocolata truita, lila truita, cinnamon truita, Fawn truita.
- Smoke

La base del pèl està sense pigmentar, l'arrel és de color blanc pur i la punta de color molt intens, 1/3 de blanc i 2/3 de color. Black smoke, blue smoke, xocolata smoke, lila smoke, red smoke, Cream smoke, cinnamon smoke, Fawn smoke, black truita smoke, blue truita smoke, xocolata truita smoke, Lila truita smoke, cinnamon truita smoke, Fawn truita smoke.
- Tabby (agutí)

Amb ratlles, en els seus quatre patrons
* Blotched (ratlles amples, amb un característic "ull de bou" en els flancs i una papallona sobre les espatlles)
* Mackerel (ratlles fines, perpendiculars a l'espina dorsal, com l'esquelet d'un peix)
* Spotted (amb taques arrodonides distribuïdes regularment)
* Ticker (jaspiat, com una llebre) en els colors base abans esmentats. Black tabby Blotched, black tabby spotted, etc.
- Silver Tabby

Color base en qualsevol dels 4 patrons tabby amb la base del pèl color blanc pur. Black silver tabby Blotched, black silver tabby spotted, etc.
- Bicolors

Color base més color blanc. Es presenten 3 varietats:
* Bicolor (el blanc cobreix entre un 30 i un 50 &% del cos)
* Arlequí (el blanc cobreix entre un 50 i un 75% del cos)
* Van (tot el cos blanc, excepte dues taques de color que poden englobar els ulls i la base de les orelles i en la cua). Black bicolor, black arlequí, black van, blue bicolor, etc.
- Bicolors smoke

Mateixes característiques dels bicolors més l'agregat de la coloració smoke.
- Bicolors tabby

Mateixes característiques dels bicolors més l'agregat del patró tabby.
- Bicolors silver tabby

Mateixes característiques dels bicolors més l'agregat del patró tabby i la coloració silver.

## Altres gats asiàtics
- Gat persa
- Gat d'angora
- Gat Korat
- Gat balinès
- Gat birmà
- Gat siamès
- Gat siberià
- Gat sagrat de Birmània
- Gat tonquinès
- Gat manx
- Gat himalaià
- Gat van turc
- Gat ragdoll
- Gat blau rus